# Jonathan Bornstein
Pour les articles homonymes, voir Bornstein.
Jonathan Rey Bornstein (né le 7 novembre 1984 à Torrance en Californie) est un joueur international américain de soccer jouant au CDS Vida.

## Biographie

### En club
Il commence sa carrière à Chivas USA au poste de d'attaquant avec comme entraineur Bob Bradley qui le fera dépanner au poste de latéral gauche, il est donc très polyvalent et peu quasiment évolué à tous les postes du terrain.

### En sélection
Il fête sa première sélection avec les États-Unis en janvier 2007 avec un but lors de la victoire 3-1 face au Danemark.
Après avoir perdu sa place pour cause de blessures et de la concurrence de Heath Pearce, il finira par regagner la confiance du sélectionneur. Il marque le but décisif des éliminatoires face au Costa Rica à la dernière minute du temps additionnel sur corner, le but du 2-2 qui qualifie directement le Honduras pour la Coupe du monde 2010.

## Palmarès
- Champion du Mexique : Apertura 2011
- Finaliste de la Gold Cup 2011
- Vainqueur de la Gold Cup 2007
- MLS Rookie of the Year 2006